# Куртамзали
Куртамзали или Куртхамзали (на македонска литературна норма: Куртамзали) е село в община Дойран на Северна Македония.

## География
Селото е разположено в планината Боска, северозападно от Дойран.

## История
През XIX век селото е чисто турско. В „Етнография на вилаетите Адрианопол, Монастир и Салоника“, издадена в Константинопол в 1878 година и отразяваща статистиката на населението от 1873 година, Куртамзали е посочено като село с 40 домакинства, като жителите му са 92 мюсюлмани. Според статистиката на Васил Кънчов („Македония. Етнография и статистика“) от 1900 година Курт Хамзали е населявано от 180 жители, всички турци.
Според преброяването от 2002 година селото има 121 жители.
| Националност     | Всичко |
| северномакедонци | 0      |
| албанци          | 0      |
| турци            | 119    |
| роми             | 0      |
| власи            | 0      |
| сърби            | 0      |
| бошняци          | 0      |
| други            | 2      |